# 汤姆·布兰兹
汤姆·布兰兹（英語：Tom Brands，1968年4月9日—），美国男子摔跤运动员。他曾代表美国参加1996年夏季奥林匹克运动会摔跤比赛，获得男子自由式62公斤级金牌。他也曾参加1995年泛美运动会。